# Russian Trading System
Russian Trading System (RTS) er en børsvirksomhed i Moskva. Børsvirksomheden åbnede i 1995.
RTS er også et aktieindeks over aktier ved den samme børs. RTS fusionerede i 2011 med MICEX og driver gennem et fælles datterselskab i dag en fælles børs under navnet Moscow Exchange.